# Almir Pazzianotto Pinto
Almir Pazzianotto Pinto (Capivari, 29 de outubro de 1936) é um jurista brasileiro. Foi presidente do Tribunal Superior do Trabalho (TST) no biênio 2000-2002.

## Biografia
Descendente de italianos, concluiu a Faculdade de Direito, da Universidade Católica de Campinas (PUC-Campinas), em 1960. No ano seguinte iniciou as atividades como advogado na terra natal, mas, logo depois transferiu-se para cidade de São Paulo, a convite dos dirigentes da Federação dos Trabalhadores nas Indústrias de Fiação e Tecelagem do Estado de São Paulo, entidade em que teve início a carreira de advogado de Sindicatos e Federações de trabalhadores.
Destacou-se, na sua atuação como advogado, a participação no corpo jurídico do Sindicato dos Metalúrgicos de São Bernardo do Campo e Diadema, especialmente na greve deflagrada em maio de 1978, que mobilizou dezenas de milhares de metalúrgicos da região do ABC paulista. Nessa época, presidia o referido Sindicato, Luiz Inácio Lula da Silva que seria eleito Presidente da República em 2002 e reeleito em 2006.
Exerceu o cargo de Corregedor-Geral da Justiça do Trabalho, no período de 1996 a 1998.
Em setembro de 2018, criticou partidos brasileiros ao afirmar no jornal O Estado de S. Paulo que eles perderam a respeitabilidade por envolvimento em negócios sujos, documentados em processos penais e condenações dos dirigentes.
Em outubro de 2018, fez duras críticas aos governos petistas, pelos desvios no Banco Nacional de Desenvolvimento Econômico e Social (BNDES), Banco do Brasil (BB), Caixa Econômica Federal (CEF), Petrobras e os fundos de pensão, além do envio de recursos para países africanos e latino-americanos para governos considerados ditaduras.

## Vida política
Elegeu-se deputado estadual em São Paulo, pelo MDB-Movimento Democrático Brasileiro, em 1974 e se reelegeu em 1978 e 1982. Em 1983, escolhido pelo Governador Franco Montoro, assumiu a direção da Secretaria de Estado das Relações de Trabalho. No início de 1985, ao organizar o Ministério do governo recém-redemocratizado, o presidente Tancredo Neves levou Pazzianotto – como se tornou conhecido na vida pública – para chefiar o Ministério do Trabalho.
Vítima de grave moléstia, Tancredo Neves não chegou a assumir a Presidência da República, cargo que passou a ser ocupado pelo vice-presidente José Sarney. Pazzianotto permaneceu à frente da pasta do Trabalho de 15 de março de 1985 até o final de setembro de 1988, poucos dias antes da promulgação da Constituição de 1988, quando o presidente Sarney o indicou para ocupar, no Tribunal Superior do Trabalho, pelo chamado "Quinto Constitucional", cadeira reservada a advogado de ilibada reputação, e notório saber jurídico. Aprovada a indicação pelo Senado Federal, foi nomeado e assumiu o cargo de Ministro vitalício para permanecer no Tribunal até março de 2002, quando se aposentou, regressou a São Paulo e retomou as atividades de advocacia e consultoria. No Tribunal Superior do Trabalho Almir Pazzianotto Pinto ocupou os cargos de Corregedor-Geral, Vice-Presidente e Presidente, tendo, ainda, presidido o Conselho Superior da Justiça do Trabalho.
Como Ministro do Trabalho Pazzianotto fez parte do grupo de ministros de Estado responsáveis pela implantação do Plano Cruzado, oportunidade em que contribuiu para a criação e implantação do seguro-desemprego.
É autor de livros, dezenas de artigos publicados em revistas especializadas e jornais de grande circulação, pareceres e arrazoados jurídicos.

## Condecorações
- Condecorado com o Honorary Fellon Of The Industrial Relations Research Institute concedido pela Universidade de Wisconsin, Estados Unidos da América;[1]
- Agraciado com a Ordem do Mérito Judiciário do Trabalho; Ordem do Congresso Nacional;[1]
- Ordem do Mérito das Forças Armadas;[1]
- Ordem do Mérito de Brasília; Ordem do Mérito Militar;[1]
- Ordem do Mérito Aeronáutico; Ordem do Mérito dos Guararapes;[1]
- Grande Medalha da Inconfidência;[1]
- Medalha do Mérito Nacional de Segurança do Trabalho.[1]